# Clotilde Vautier
Pour les articles homonymes, voir Vautier.
 (mai 2016).
Clotilde Vautier, née à Cherbourg le 17 septembre 1939 et morte à Rennes le 10 mars 1968, est une peintre française.

## Biographie
Clotilde Vautier est la cadette d'une famille de trois enfants de tradition catholique. Son père est officier de Marine. Elle obtient son baccalauréat de philosophie avec mention en 1957, puis entre à l'école des beaux-arts du Mans en 1958.
Clotilde Vautier arrive en 1959 à Rennes où elle est admise à l'école régionale des beaux-arts pour y préparer le diplôme national qu'elle obtient à Paris, en juillet 1962, en présentant parmi les épreuves imposées son tableau, La Loge de la comédienne. Elle y rencontre son futur mari, le peintre madrilène Antonio Otero, qu'elle épouse en 1962, et le frère de celui-ci, Mariano, tous deux fils d'Antonio Otero Seco, écrivain et journaliste espagnol, qui s'exile en 1947 pour fuir le régime franquiste. Républicain espagnol réfugié à Rennes, il formera toute une génération de professeurs d'espagnol[Quoi ?] à la faculté des Lettres.
Très intéressée par le théâtre, elle consacre son mémoire de fin d'études au Centre dramatique de l'Ouest de Rennes, dirigé par Guy Parigot, avec une série de lavis intitulée Avant la comédie au centre dramatique de l'Ouest.
Avec les frères Otero, en novembre 1961, elle cofonde l'Atelier des Trois qui expose dans plusieurs galeries rennaises. Elle fait aussi des expositions personnelles et remporte plusieurs prix. Elle commence à être remarquée à Paris, où la galerie Bernheim-Jeune retient quelques-unes de ses toiles. En août 1962, elle donne naissance à sa fille aînée, la comédienne Isabel Otero (mère de l'actrice Ana Girardot). En décembre 1963 naît sa seconde fille, la cinéaste Mariana Otero, qui raconte l'histoire de sa mère dans le documentaire Histoire d'un secret (2003).
Les années 1964-1967 sont marquées par de sérieuses difficultés matérielles, mais d'une grande créativité.
Clotilde Vautier meurt de sepsis en 1968, pendant sa dernière exposition à Rennes, des suites d'un avortement clandestin. Elle laisse une œuvre d'environ 150 dessins et 90 tableaux qui manifestent une influence tardive du cubisme.
Elle est inhumée au cimetière de Tribehou.
En juillet 2002 a été créée L'Association des amis du peintre Clotilde Vautier.

## Œuvres dans les collections publiques
- Espagne
  - Madrid, Casa de Velázquez.

- France
  - Rennes, musée des Beaux-Arts :
    - Les Tricoteuses I, Les Tricoteuses II, Les Tricoteuses III, 1967, trois dessins, mine de plomb et crayon sur papier, 50 × 65cm[6] ;
    - Tricoteuse IV, mine de plomb et crayon noir sur papier, 65 × 50cm. Ces pièces de la série des Tricoteuses, sont des études pour un ensemble de cinq toiles qui valurent à l'artiste de recevoir le second prix de la Casa de Velázquez.

  - Saint-Grégoire, Centre culturel de La Forge : Repas de saltimbanques , panneau provenant du café Les Variétés à Rennes.

## Expositions
- Février 1962 : exposition de l'Atelier des Trois, galerie Perdriel à Rennes.
- Mars 1963 : exposition de l'Atelier des Trois, galerie Jobbé-Duval à Rennes.
- Avril 1965 : exposition de l'Atelier des Trois, galerie de La Proue à Rennes.
- Février 1966 : exposition personnelle, galerie de La Proue à Rennes.
- Mai 1966 : exposition de l'Atelier des Trois, galerie La Peau de l'Ours à Port-Louis.
- Juin 1966 : exposition de groupe, galerie Les Marmousets à Ploërmel (Morbihan).
- Juillet 1967 : exposition de l'Atelier des Trois, galerie La Peau de l'Ours à Port-Louis.
- 1968 : exposition personnelle, galerie Desgranges à Rennes.
- Octobre 1968 : exposition collective, Peintres Rennais à Louvain (Belgique).
- Septembre 1968 : exposition du XVIIIe grand prix international de Deauville.
- Janvier 2004 : Auch, galerie L'Atelier.
- Octobre 2004 : Rennes, Théâtre national de Bretagne, exposition rétrospective.
- Novembre 2004 : exposition au théâtre et au musée de Vire.
- Janvier-février 2005 : exposition à la collégiale Saint-Pierre-la-Cour du Mans.
- Février 2005 : Les nus révélés de Clotilde Vautier, École européenne supérieure d'art de Bretagne (Brest).
- 2008 : Centre culturel du Matadero à Huesca (Espagne), Les amies de Clotilde Vautier, avec en ouverture la projection du film Histoire d'un secret, dans le cadre du 7e Festival international de Créteil et du Val de Marne : « Films de femmes ».
- Février-mars 2008 : exposition Les amies de Clotilde à l'Espace d'arts plastiques à Saint-Vallier-sur-Rhône.
- Janvier-février 2009 : mairie du 3e arrondissement de Paris, exposition inaugurée par Simone Veil.
- Mars 2009 : office du tourisme de Rennes, Femmes, dessins.
- Mars 2009 : Carré Lulli de l'Opéra de Rennes, Femmes, peintures.
- Octobre 2010 : galerie de la Ligue de l'Enseignement, rue Capitaine-Maignan à Rennes, Parcours de femmes, nouvelle édition du livre Clotilde Vautier.
- 2011 : espace-galerie des Éditions des Femmes, rue Jacob à Paris.
- 2013 : musée du Faouët, Femmes artistes en Bretagne.

## Récompenses
- 1964 : grand prix au Salon international de peinture de Doué-la-Fontaine pour Isabel à la rose.
- Juin 1967 : second prix de la Casa de Velázquez.
- 1968 : prix du nu au 18e grand prix international de peinture de Deauville pour La Grande Rousse.
- 1968 : prix du portrait au 18e grand prix international de peinture de Deauville pour Femme lisant.

## Hommages
- Rennes :
  - la municipalité a donné son nom à une rue et à un groupe d'immeubles en décembre 2007, dans le quartier de Beauregard ;
  - le conseil général d'Ille-et-Vilaine donne le nom de Clotilde Vautier au collège de la Motte-Brûlon, en septembre 2009, qui en avait fait la demande ;
  - la Ville rend hommage à Clotilde Vautier par l'inauguration en mars 2009 d'une plaque au 27, rue de la Marbaudais, où l'artiste a vécu et travaillé ;
- Une salle de spectacle porte son nom à Saint-Grégoire[7].
- La clinique Jules Verne de Nantes donne à son service de planification familiale et interruption volontaire de grossesse le nom de Clotilde Vautier.
- Une rue porte son nom à Cherbourg-en-Cotentin, sa ville natale.

### Filmographie
- Histoire d'un secret, 2003, réalisé par Mariana Otero, production Denis Freyd, Archipel 35 et INA en association avec France 5, et la participation du conseil régional de Bretagne, et du conseil général d'Ille-et-Vilaine. Sélectionné aux festivals d'Aden, Lussas, La Rochelle, Locarno, Nyons. Primé aux festivals de Valladolid, Florence, Belo Horizonte. Film édité aux États-Unis, en Espagne, et au Portugal.

### Conférence
- [Où ?] Marie-Hélène Calvignac, L'éloquence à fleur de toile sur l'œuvre de l'artiste, mars 2009.